# Jan Wielki

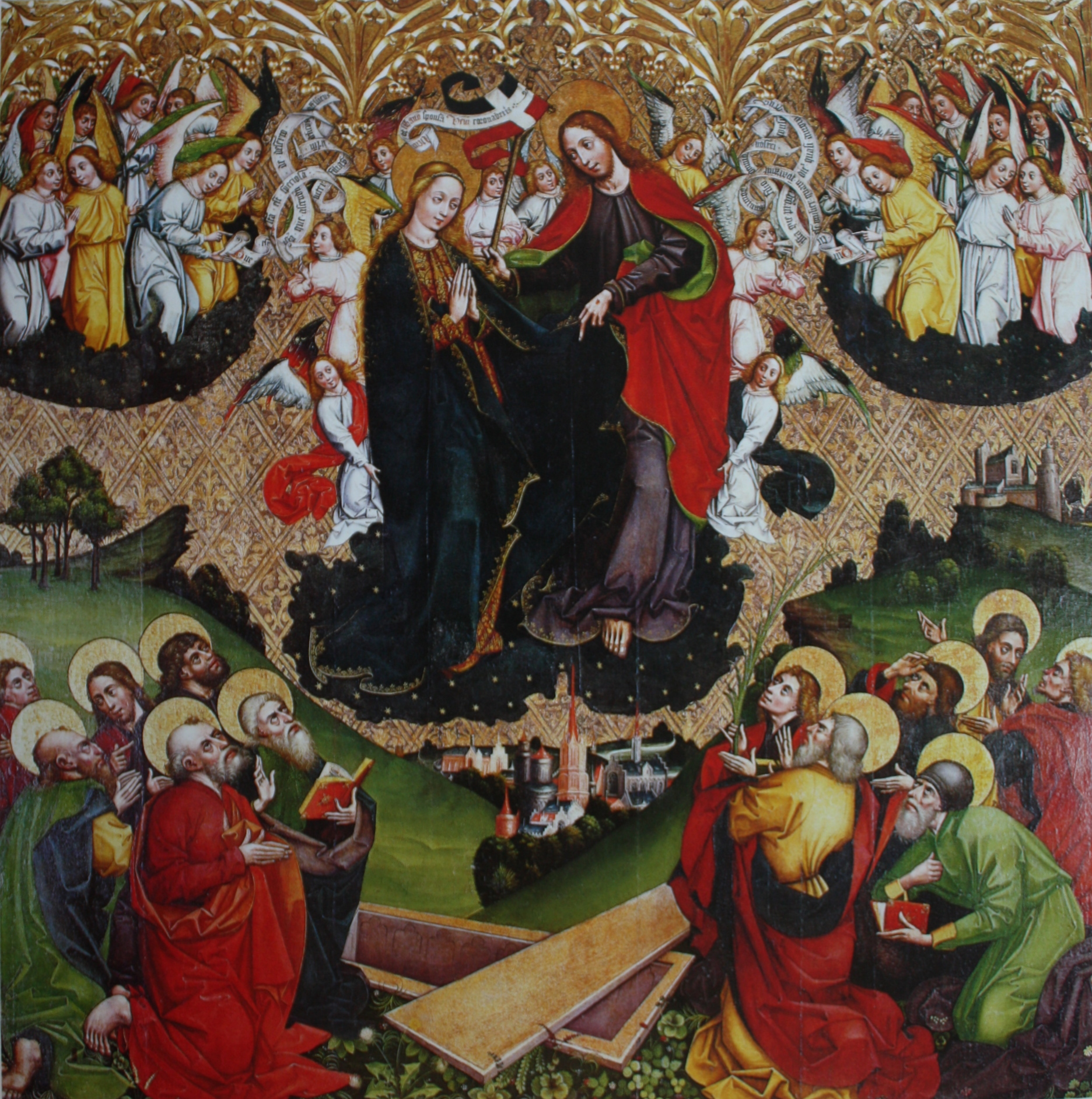
Wniebowzięcie Marii z Warty – zachowana część nieistniejącego retabulum, obecnie w katedrze we Włocławku

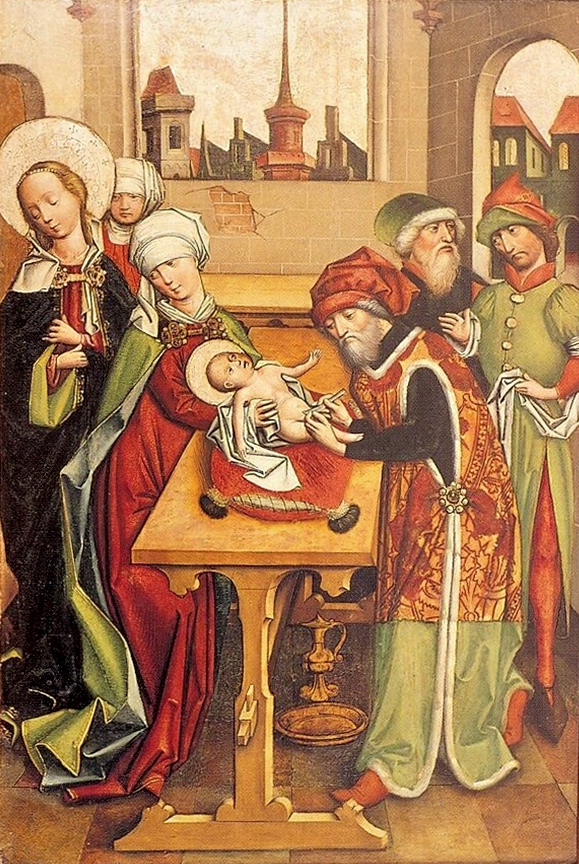
Obrzezanie – kwatera Poliptyku Olkuskiego

Jan Wielki (ur. ?, zm. 1497) – malarz działający w 2. połowie XV na terenie Małopolski. Wraz z Mistrzem Tryptyku Dominikańskiego i Mikołajem Haberschrackiem należy do głównych przedstawicieli gotyckiego malarstwa tablicowego w Małopolsce 2. połowy XV wieku.

## Życiorys
O życiu artysty zachowało się niewiele informacji źródłowych. Wiadomo, iż w 1466 roku w Krakowie artysta przyjął prawa miejskie. Przydomek artysty „Wielki” pojawia się w wykazie seniorów cechu zapisanym w 1495 roku. Ponadto spis ten  wymienia m.in. Wita Stwosza. Jan Wielki utrzymywał kontakty z ówczesnymi artystami Krakowa i Małopolski, oprócz Wita Stwosza i Mikołaja Habershracka znał Stanisława Starego i Marcina Czarnego. Ten ostatni był wykonawcą testamentu Jana Wielkiego.
Na podstawie analizy przypisywanych Janowi Wielkiemu dzieł stwierdzono, że artysta działał od lat 70. XV wieku. Zleceniodawcami Jana Wielkiego byli przede wszystkim duchowni kościołów parafialnych, kolegiackich, klasztorów. Niewykluczone, że artysta działał na dworze ówczesnego monarchy Kazimierza Jagiellończyka. Zasięg działalności Jana Wielkiego i prowadzonej przez artystę pracowni obejmuje oprócz Krakowa znaczną część Małopolski, a także Ziemię Łęczycką (Warta, Łęczyca). Za inspiracje i źródła stylu Jana Wielkiego uznaje się dzieła malarzy niderlandzkich (Dirk Bouts, Rogier van der Weyden) grafikę niemiecką (Israhel von Meckenem), niektóre dzieła Wita Stwosza oraz malarstwo Śląska i Górnych Węgier (Koszyce).

## Dzieła
- Poliptyk Olkuski – chef d'oeuvre malarza, poliptyk namalowany do 1485 roku dla kolegiaty Św. Andrzeja w Olkuszu. Składa się z korpusu z figurą Madonny z Dzieciątkiem oraz dwóch par skrzydeł ruchomych, dwustronnie malowanych. Współautorem tego dzieła jest Stanisław Stary.
- Koronacja Marii – obraz w kościele parafialnym w Krośnie, po 1473.
- Tryptyk ze św. Mikołajem – retabulum ołtarzowe w kościele parafialnym w Więcławicach, 1477.
- Zwiastowanie – obraz z kościoła parafialnego w Cięcinie (powiat żywiecki), obecnie w zbiorach Muzeum Narodowego w Krakowie.
- Wniebowzięcie Marii – obraz z kościoła Bernardynów w Warcie. Obecnie część  ołtarza głównego w katedrze we Włocławku (dzieło to dawniej przypisywano Franciszkowi z Sieradza, malarzowi bernardyńskiemu).
- Chrystus umęczony z Marią – obraz w kościele parafialnym (dawniej Kanoników Regularnych) w Kurozwękach (woj. świętokrzyskie) namalowany w latach 1490-1495.